# 余远辉
余远辉（1964年1月—），男，瑶族，广西恭城人，广西壮族自治区官员。中共第十七届、十八届中央候补委员，第十届全国政协委员，第十一届全国人大代表。
毕业于广西农学院（现并入广西大学）农学系农学专业及武汉大学经济与管理学院经济思想史专业，在职研究生学历，经济学博士，讲师。曾担任广西壮族自治区梧州市市长，中共梧州市委书记，中共广西壮族自治区党委常委、秘书长和中共南宁市委书记等职务。2015年5月，因涉嫌严重违纪，接受中央纪委调查，同年10月被开除党籍与公职并被移送司法。2017年4月，因受贿罪被判处有期徒刑11年。

## 生平
1984年12月，余远辉加入中国共产党。1986年7月参加工作。历任中共钦州市委副秘书长，广西壮族自治区人事厅副厅长，共青团广西区委书记等职务。2006年起相继任中共梧州市委副书记、市长、市委书记、市人大常委会主任等职务，2008年2月，出任广西壮族自治区党委常委，次年出任自治区党委秘书长，2010年兼任自治区党委办公厅主任。2013年5月，改兼任中共南宁市委书记。
2015年5月22日，中共中央纪委宣布余远辉涉嫌严重违纪违法，接受组织调查。
2015年10月16日，中央纪委宣布余远辉因严重违纪被开除党籍及公职，并将其涉嫌违法问题及线索移送司法机关依法处理。
2015年11月4日，湖南省人民检察院依法对余远辉以涉嫌受贿罪决定逮捕。
2017年3月21日，湖南省湘西土家族苗族自治州中级人民法院一审公开开庭审理了余远辉受贿一案。湘西自治州人民检察院指控余远辉自2006年起利用担任公职形成的便利条件为他人在承揽土地工程、开发建设项目、返还土地出让金等事项上谋取利益，直接或通过其家人非法收受他人财物，共计折合人民币901.18913万元。余远辉当庭表示认罪悔罪。
2017年4月28日，湖南省湘西土家族苗族自治州中级人民法院一审以受贿罪判处余远辉有期徒刑11年，并处罚金人民币100万元，对受贿所得财物及孳息予以追缴，上缴国库。